# Windturbinepark Estinnes
Het windturbinepark Estinnes is een windturbinepark in de Belgische gemeente Estinnes in de provincie Henegouwen. Elf windturbines werden gebouwd op de vlakte "Levant de Mons" tussen de dorpen Bray en Vellereille-le-Sec. Het windturbinepark wordt geëxploiteerd door WindVision en voorziet sinds de voltooiing, zomer 2010, in het elektriciteitsverbruik van 50.000 gezinnen.

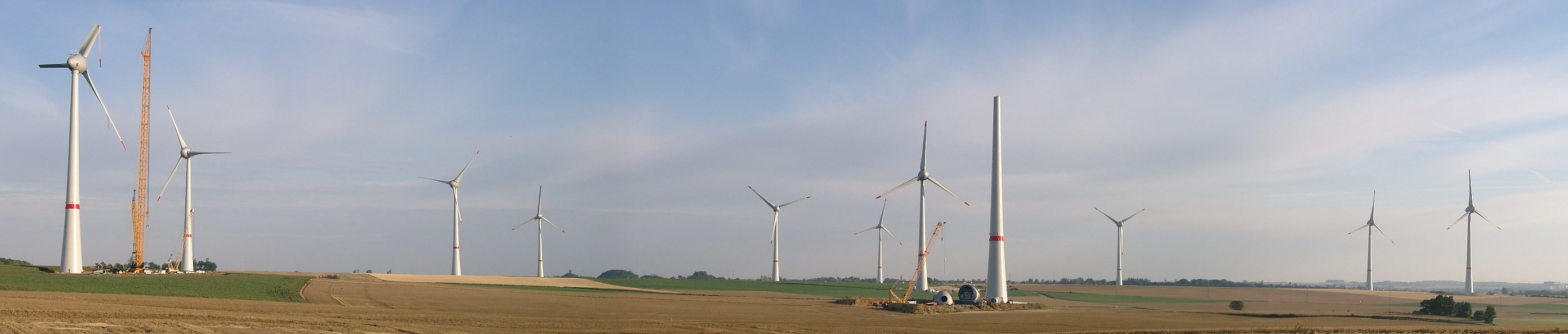
Estinnes windpark 20 juli 2010, 2 maanden voor voltooiing; merk de unieke 2-delige rotorbladen op

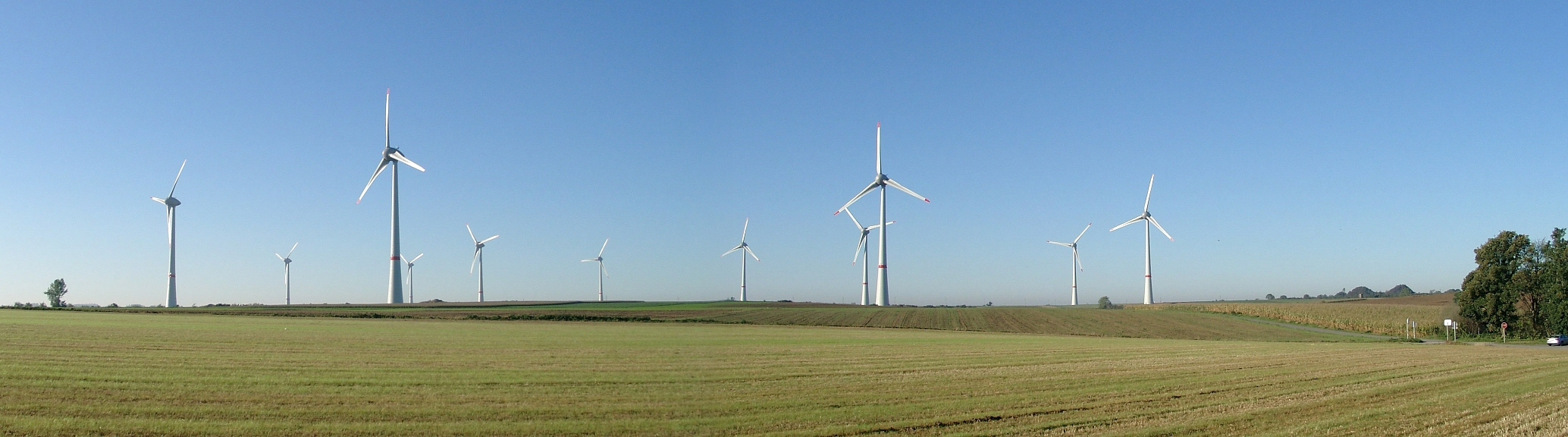
windpark Estinnes voltooid, zicht op 10 oktober 2010

## Windturbine
Bij de eerste studies van het windturbinepark wilde men 21 turbines van 2 MW bouwen (totaal 42 MW), maar uiteindelijk heeft men gekozen voor 11 windturbines van 6 MW (totaal 66 MW). Dit geeft een meer open beeld in het landschap, minder machines, minder toegangswegen en minder onderhoud.
De 11 windturbines worden gebouwd door de Duitse fabrikant Enercon. Ze zijn van het type E-126, met een initiële 6 MW rating, de grootste windturbines ter wereld. Voortgaande optimalisaties aan de E-126 turbines leidden evenwel tot een hoger nominaal vermogen. Naar aanleiding van het bezoek van Europees commissaris voor Energie Andris Piebalgs aan het windpark op 25 november 2009 ter inhuldiging van de vijfde voltooide turbine, werd bevestigd dat deze vijfde turbine een nominaal vermogen van 7 MW heeft, en werd door de directie van Enercon formeel toestemming gegeven om de E-126 een 7 MW-turbine te noemen.
Even later, begin januari 2010, meldt het Enercon magazine WindBlatt dat de E126 turbine eerstdaags aan nominaal 7,5 MW vermogen wordt aangeboden. Er wordt niet gesteld of deze nog hogere rating ook nog kan worden geïmplementeerd bij (sommige) E126 turbines in het Estinnes park.
De 3 bladen van de E-126 rotor hebben elk een lengte van ongeveer 63 m. De gondel bevindt op 135 m hoogte bovenaan een mast bestaande deels uit betonnen elementen en deels uit een stalen buis. De totale hoogte bedraagt alzo 198 m, dit is 135 m van het maaiveld tot het middelpunt van de rotor en dan nog 63 m voor de lengte van het blad. Deze windturbines zijn een stuk groter dan de windturbines die in het verleden werden gebouwd in de windturbineparken. Er zijn grotere kranen nodig om de turbines op te bouwen en ook het transport stelt meer eisen (meer onderdelen, grotere onderdelen). De windmolendelen komen per binnenvaartschip van Duitsland naar België. Hoewel WindVision in eerste instantie had voorzien in een lang traject over het water (tot Strépy-Bracquegnies langs het Canal du Centre) en een redelijk kort traject over de weg, worden de windmolendelen nu gelost op verschillende plaatsen in België, zoals in Westerlo langs het Albertkanaal of in de haven van Antwerpen. Er zijn ook studies bezig van de loskaaien in de omgeving van Charleroi. Vandaar gaan de onderdelen per vrachtwagen naar Estinnes. Aangezien de meeste van deze onderdelen buiten de maten van het gewone verkeer vallen, gebeurt het transport als uitzonderlijk vervoer.
Binnen een artikel van windenergie-correspondent Eize de Vries, op pagina 103, van het juli-augustus 2009 nummer van World Renewable Energy wordt vermeld onder 'height restrictions', dat er binnen de meeste Europese landen, waaronder België, consensus bestaat rond vergunbaarheid van onshore windturbines tot een maximum wingtiphoogte van 200m. De E-126 turbines blijven met voormelde 198m dan ook mooi binnen die afspraak.

## Geschiedenis
- november 2007: start van de aanleg van de werfwegen; deze dienen breed genoeg te zijn en vooral stabiel genoeg om de getransporteerde onderdelen tot bij de juiste werf te brengen
- april 2008: start van de bouw van de eerste fundering; deze is onderaan 30 m in diameter en bovenaan (aan het grondoppervlak) 16 m in diameter
- mei 2008: aanleg van de ondergrondse kabels van de windturbines naar de aansluiting op het elektriciteitsnet (bij Harmignies)
- augustus 2008: de eerste onderdelen worden van Westerlo naar Estinnes getransporteerd, waarna de bouw van de eerste windturbine kan beginnen.
- februari 2009: ingebruikname van de eerste windturbine
- november 2009: voltooiing van de eerste 5 windturbines
- 13 augustus 2010: voltooiing ruwbouw van alle 11 turbines
- september 2010: ingebruikname van het volledige windpark